# Tucapel
Tucapel ist eine Stadt und Gemeinde in der Provinz Bío-Bío in der Región del Biobío in Chile. Bei der Volkszählung im Jahr 2017 hatte sie 14.134 Einwohner. Die Gemeinde erstreckt sich über eine Fläche von 914,9 km².
Im Jahr 2018 betrug die Zahl der in Tucapel registrierten Unternehmen 127.

## Geschichte
Die Festung San Diego de Alcalá de Tucapel wurde 1552 von Pedro de Valdivia auf einem Hügel im Tal des Flusses Tucapel am heutigen Standort der Stadt Cañete gegründet. In der Nähe starb der Eroberer, nachdem er in der Schlacht von Tucapel von Lautaro überrascht und besiegt worden war, nachdem er eingetroffen war, um die Festung zu entsetzen, die Lautaro bereits vor dem 25. Dezember 1553 zerstört hatte.
Im Jahr 1557 wurden die Festung und die spätere Stadt Cañete de la Frontera von García Hurtado de Mendoza drei Kilometer westlich des heutigen Standorts der Stadt wieder aufgebaut und widerstanden einem Angriff von Toqui Caupolicán. Im Januar 1563 wurde es während des zweiten Mapuche-Aufstands wieder aufgegeben. Später wurde es 1566 von Rodrigo de Quiroga López de Ulloa wieder aufgebaut. Nach der Schlacht von Curalaba im Mapuche-Aufstand von 1598 wurde es endgültig aufgegeben. Die heutige Stadt Cañete wurde am 12. November 1868 von Oberst Cornelio Saavedra Rodríguez im Rahmen der Besetzung Araukaniens gegründet.
Im Jahr 1603 errichtete Alonso de Ribera de Pareja als Teil seines Systems von Grenzfestungen eine neue Festung Tucapel an der Stelle der alten Festung von Valdivia. Im Jahr 1668 wurde es unter dem Gouverneur Diego Dávila Coello y Pacheco verbessert, der es besiedelte, es zu einem Missionsort machte und es Plaza de San Diego de Tucapel nannte. Dieser Ort war das Ziel wiederholter Angriffe der Mapuche und wurde von Vilumilla im Mapuche-Aufstand von 1723 erobert. Es wurde 1724 von Gabriel Cano de Aponte aufgegeben und abgerissen und er verlegte seine Garnison und Bewohner an das Ufer des Flusses Río de La Laja in der Nähe der Anden, wo ein neues errichtet wurde. Die Plaza de San Diego de Tucapel wurde gebaut und später wurde die Stadt Tucapel gegründet.

## Bevölkerung
Laut der Volkszählung des Nationalen Statistikinstituts von 2002 hatte Tucapel 12.777 Einwohner (6403 Männer und 6374 Frauen). Davon lebten 8827 (69,1 %) in städtischen Gebieten und 3950 (30,9 %) in ländlichen Gebieten. Die Bevölkerung wuchs zwischen den Volkszählungen 1992 und 2002 um 6,3 % (757 Personen). Im Jahr 2017 zählte man 14.134 Personen.